# Anja Stadlober
Anja Stadlober (Friesach, 4 aprile 1984) è un'attrice, doppiatrice e conduttrice radiofonica austriaca.

## Biografia
Stadlober è diventata nota in Germania per il ruolo di Vera Seiffert nella serie televisiva per bambini Schloss Einstein, in cui era una delle prime generazioni di alunni. 
Nel 2001 ha lavorato come annunciatrice per la radio privata Fortuna di Heusenstamm (Assia). Attualmente lavora principalmente come doppiatrice per le attrici Mila Kunis, Olivia Wilde ed Emma Stone, tra le altre.
Anja Stadlober è la sorella minore dell'attore Robert Stadlober.

## Filmografia
- Schloss Einstein - serie TV (197 episodio (1998-2002)
- Wolff, un poliziotto a Berlino (Wolffs Revier) - serie TV (1 episodio) (2000)
- Sommer und Bolten: Gute Ärzte, keine Engel - serie TV (1 episodio) (2001)
- Squadra speciale Lipsia (SOKO Leipzig) - serie TV (1 episodio) (2002)
- Stefanie (Für alle Fälle Stefanie) - serie TV (2002)
- Pengo! Steinzeit! - serie TV (2002-2003)

## Doppiaggio

### Cinema
- Emma Stone in Su×bad - Tre menti sopra il pelo, Benvenuti a Zombieland, La rivolta delle ex, Easy Girl, Crazy, Stupid, Love, The Help, The Amazing Spider-Man, Gangster Squad, Comic Movie, The Amazing Spider-Man 2 - Il potere di Electro, Birdman, La La Land,  La battaglia dei sessi, La favorita, Zombieland - Doppio colpo, Povere creature!
- Mila Kunis in Boot Camp, Notte folle a Manhattan, Il cigno nero, Amici di letto, Ted, Blood Ties - La legge del sangue, Il grande e potente Oz, Annie - La felicità è contagiosa, Jupiter - Il destino dell'universo, Bad Moms - Mamme molto cattive, Bad Moms 2 - Mamme molto più cattive, Il tuo ex non muore mai
- Olivia Wilde in Anno Uno, Tron: Legacy, In Time, Una famiglia all'improvviso, Legami di sangue - Deadfall, L'incredibile Burt Wonderstone, Lei, Richard Jewell
- Elliot Page in X-Men - Conflitto finale
- Paris Hilton in La maschera di cera, Pledge This!, The Hottie and the Nottie
- Krysten Ritter in 27 volte in bianco, Notte brava a Las Vegas,  I Love Shopping, Lei è troppo per me, Così è la vita, Sonic 3 - Il film
- Jurnee Smollett in Birds of Prey e la fantasmagorica rinascita di Harley Quinn
- Mae Whitman in Scott Pilgrim vs. the World
- Aubrey Plaza in Megalopolis

### Televisione
- Kate Micucci in The Big Bang Theory
- Allison Mack in Smallville
- Alanna Masterson in The Walking Dead
- Krysten Ritter in Breaking Bad

### Animazione
- Kazuha Toyama in Detective Conan
- Ashley Spinelli in Ricreazione
- Chloe Fan in Sabrina, the Animated Series
- Hayley Smith in American Dad!
- Caska in Berserk
- Marceline in Adventure Time
- Hailey in L'era glaciale 4 - Continenti alla deriva
- Vados in Dragon Ball Super
- Lapis lazuli in Steven Universe
- Dorio in Cyberpunk: Edgerunners
- Lara Croft in Tomb Raider - La leggenda di Lara Croft
- Roxy Richter in Scott Pilgrim - La serie
- Vaggie in Hazbin Hotel